# Genの炊事場
Genの炊事場（ゲンのすいじば）は、日本のYouTuberであるGen（ゲン）が、2017年6月27日に開設したYouTubeチャンネルである。主に料理などを中心とした動画を投稿している。

## 概要
主に料理などを中心とした動画を投稿。その中でも完全再現などの動画が人気である。ケンタッキーフライドチキン、コカ・コーラなどの再現が難しいものを再現し、成功をしている。
再現以外にも、江戸時代の寿司を再現や日本の学校給食の再現、昭和の日本の朝ごはんなども投稿している。
編集技術も高く、昭和の料理番組シリーズでは昭和のアナログテレビの画質のような雰囲気を出した動画も投稿している。
かつてのチャンネル名は「Genと文庫食堂」だったが、2023年より現チャンネル名となった。

## 来歴
明治大学政治経済学部を卒業。在学中趣味で小説・脚本を書いていたが文才のなさに絶望し、YouTubeを始める。その後一般企業に就職しながら活動を続けている。
- 2017年6月26日、初の動画投稿「塩サバ豚汁定食【夜食】」を公開[動画 4]。
- 2018年2月4日、初の再現動画「ケンタッキーチキン再現」を公開。106万回視聴突破した。
- 2018年9月2日、マクドナルド『ビッグマック』の再現シリーズが開始。
- 2018年12月29日、ビッグマックシリーズ、失敗で終わる。
- 2019年1月17日、「ケンタッキー完全再現へのみち~苦節200時間~」を公開。ケンタッキー完全再現シリーズが本格的に開始。
- 2019年4月7日、サブチャンネル「世界の皿さんぽ」を開設。
- 2020年8月26日、「コカ・コーラ完全再現史〜前編〜」を公開。コカコーラ完全再現シリーズ開始。
- 2020年9月16日、コカコーラ完全再現シリーズ、成功して終わる。
- 2021年1月4日、ケンタッキー完全再現シリーズ、成功して終わる。
- 2021年5月28日、著書「がんばらないおうちスパイスカレー 皿でめぐるディープな世界」を発売。
- 2023年5月6日、「100万人を見届けるライブ」の配信で、チャンネル登録者100万人突破。
- 2023年7月27日、Gen自身がコーヒーの豆、味などを厳選してオリジナルコーヒーゼリー発売。

## 人物
本名は公開されていないが、「Gen」ではない。
主な趣味はYouTubeメンバーシップ配信。その他に読書やアニメ・映画・音楽鑑賞。休日は屋外にいることが多いらしい。

## 再現内容
- 板チョコアイス
- 吉野家
- ピュアセレクト
- BRULEE
- 味覇
- マクドナルド
  - チキンマックナゲット
  - ビッグマック
- サイゼリヤ
  - ミラノ風ドリア
  - マルゲリータピザ
- サブウェイ
- ハーゲンダッツバニラアイス
- キユーピーマヨネーズ
- タバスコ
- オロナミンC
- ケンタッキーフライドチキン
- CoCo壱番屋
- コカ・コーラ

## 著書
- がんばらないおうちスパイスカレー 皿でめぐるディープな世界（KADOKAWA、2021年5月28日発売）ISBN 9784046804556 ※「世界の皿さんぽ」名義

## コラボ商品
- PostCoffee[3]

## 出演

### CM・広告
- Adobe Creative Cloud「好キコソ物ノ上手ナレ」（2023年）

### 動画
1. ↑   (日本語) 【最終章】ケンタッキフライドチキン完全再現への道～後編～ 2024年4月27日閲覧。
2. ↑   (日本語) 【完成】コカコーラ完全再現への道～後編～ 2024年4月27日閲覧。
3. ↑   (日本語) 【やりたい放題にも程がある昭和96年の料理番組】深夜定食 2024年4月27日閲覧。
4. ↑   (日本語) 塩サバ豚汁定食【夜食】 2024年4月27日閲覧。